# أحمد العطوي (لاعب كرة قدم مواليد 1990)
أحمد العطوي لاعب كرة قدم سعودي ، يلعب مدافع لعب سابقاً في نادي الصقور.